# Schlegeliaceae
Schlegeliaceae là danh pháp khoa học của một họ thực vật bản địa của khu vực nhiệt đới châu Mỹ, trải dài từ México, Cuba tới Nam Mỹ. Họ này chứa khoảng 28 loài trong 4 chi. Họ này đôi khi được gộp trong họ Scrophulariaceae nghĩa rộng hay họ Bignoniaceae nhưng việc này là không điển hình. Các nghiên cứu phân tử chỉ ra rằng họ Schlegeliaceae không có quan hệ họ hàng gần với cả hai họ này. Ban đầu, các loài trong chi Thomandersia cũng được xếp trong phạm vi họ này, tuy nhiên, các nghiên cứu phân tử chỉ ra là nó nên được xếp trong họ độc chi Thomandersiaceae thì tốt hơn.

## Đặc trưng
Chủ yếu là cây gỗ lớn, cây bụi thân gỗ, một ít dây leo hay thực vật biểu sinh. Thân cây không có lớp libe bên trong. Các lá đơn, bóng như da, mọc đối, mép lá nguyên, ngoại trừ chi Synapsis thì mép lá khía răng cưa. Phiến lá có gân lông chim, không lông hoặc có lông tơ. Cụm hoa mọc thành chùm hay xim hoặc đơn độc. Hoa lưỡng tính, sặc sỡ. Đài hoa xẻ thùy không đều với 5 lá đài. Tràng hoa hình ống với 5 cánh hoa, đối xứng hai bên hay gần như đối xứng tỏa tia. Bốn nhị hoa và 1 nhị lép so le với các cánh hoa. Bầu nhụy thượng, chia hai ngăn.Quả là dạng quả mọng, chứa nhiều hạt.

## Các chi
- Exarata
- Gibsoniothamnus (khoảng 11 loài)
- Schlegelia (khoảng 15 loài)
- Synapsis (tại Cuba)